# OVET
OVET BV werd opgericht op 2 mei 1957 door het Franse stuwadoorsbedrijf Manufrance. Het is een groot overslagbedrijf actief in Zeeland en slaat vooral steenkool over. De naam "OVET" stond voor "Overslagbedrijf Terneuzen".
Manufrance is een dochteronderneming van ATIC Services. ATIC, afkorting voor Association Technique de l’Importation Charbonnière, is een Franse organisatie opgericht direct na de Tweede Wereldoorlog voor de import van steenkool. Manufrance werd in 1949 opgericht als houdstermaatschappij voor de Nederlandse belangen van ATIC. In 1957 besluit Manufrance een overslagbedrijf op te richten voor én met een grote klant, de grote cokesfabriek in Sluiskil van de Association Cooperative Zélandaise de Carbonisation (ACZC). Terneuzen was een gunstige locatie door de goede ligging ten opzichte van Engeland en het Ruhrgebied, waar de kolen vandaan kwamen en het diepe vaarwater. De directe aanvoer van kolen naar Terneuzen was veel goedkoper dan de aanvoer via Rotterdam. 
OVET koos voor drijvende kranen om naast overslag via de wal ook schepen op stroom te kunnen lichten. Het bedrijf had succes en kreeg naast ACZC, die overigens in 1999 de productie staakte, meer klanten. De eerste drijfkraan had een hijscapaciteit van 6 ton. De capaciteit van de kranen ging stapsgewijs omhoog naar 16 ton en later naar 25 ton. In 2007 werd de nieuwste kraan in gebruik genomen met een hijscapaciteit van 36 ton. Het elektrisch systeem van de Lemniscaat kranen wordt gevoed door middel van diesel aangedreven generatoren. In 2012 beschikte OVET over vier drijvende kranen met een capaciteit per kraan van 1.000 tot 1.450 ton per uur. Van jaarlijks 500.000 ton overslag in de beginperiode, slaat OVET nu (2022) jaarlijks ruim 11 miljoen ton over. OVET biedt werk aan ruim 100 werknemers (2022).
Het bedrijf beschikt nu over terminals in Vlissingen-Oost en Terneuzen:
- De terminal in Terneuzen heeft een opslagcapaciteit van 600.000 ton. De terminal ligt achter het sluizencomplex Terneuzen langs het kanaal Gent-Terneuzen. Schepen met een maximale lengte van 265 meter en 34 meter breed kunnen af- en aanmeren. De toegestane diepgang is maximaal 12,5 meter. Schepen met een draagvermogen tot 90.000 ton kunnen worden verwerkt. De terminal verwerkt petroleumcokes, antraciet en cokes. Petroleumcokes is een bijproduct van de olie-industrie en wordt voornamelijk vanuit Noord- en Zuid-Amerika aangevoerd.
- De terminal Kaloothaven te Borsele en Vlissingen kan schepen aan tot 180.000 ton. De afmetingen van de schepen zijn maximaal 310 meter lang en een diepgang van 16,8 meter.[1] De terminal heeft een opslagcapaciteit van 1,5 miljoen ton steenkool en cokes.
- De drijvende kranen kunnen ook worden ingezet voor het lichten ((gedeeltelijk) lossen) van schepen op de Westerschelde. Ook hier is de maximale diepgang 16,8 meter.

In het jaar 2012 heeft OVET in totaal 10,1 miljoen ton aan massagoederen overgeslagen. In 2009 was de overgeslagen hoeveelheid 7,8 miljoen ton, in 2010 werd 10,1 miljoen ton verwerkt en een jaar later 11,4 miljoen ton. In 2022 was dit 12,2 miljoen ton.
HES Beheer heeft een belang van 49,9% in OVET Holding en dit bedrijf heeft alle aandelen van OVET BV. OVET holding B.V. heeft  een belang van 25% in scheepsagentschap en logistiek dienstverlener Ovet Shipping B.V. en net als HES Beheer een 50%-belang in OBA Group. De andere 50,1% in OVET Holding is in bezit van Oxbow Coal. HES beheer was tot 2014 voor 33,3% eigenaar van OVET holding B.V. maar kreeg na de overname van ATIC services van ArcelorMittal de volledige 100% van de aandelen in bezit. Vanwege bezwaren van de mededingingsautoriteiten heeft HES een belang van 50,1% verkocht aan Oxbow.